# Libiërs in Nederland
Libische Nederlanders zijn mensen van Libische afkomst woonachtig in Nederland. De moedertaal van deze groep is Libisch-Arabisch. In 2022 waren er 2833 inwoners van Nederland die opgaven Libië als geboorteland te hebben.